# Gudme Kommune
| Strukturdaten       | Strukturdaten     |
| ------------------- | ----------------- |
| Sitz der Verwaltung | Gudme             |
| Fläche              | 120,00 km²        |
| Einwohner           | 6.530 (2006)      |
| Kommune seit 2007   | Svendborg Kommune |

Gudme Kommune war bis Dezember 2006 eine dänische Kommune im damaligen Fyns Amt im Südosten der Insel Fünen. Seit Januar 2007 ist sie zusammen mit der „alten“ Svendborg Kommune und der Egebjerg Kommune Teil der neuen Svendborg Kommune.
Gudme Kommune entstand im Zuge der dänischen Verwaltungsreform von 1970 und umfasste folgende Sogn in der Harde Gudme Herred:
- Gudme Sogn und Brudager Sogn (Landgemeinde Gudme-Brudager)
- Gudbjerg Sogn (Landgemeinde Gudbjerg)
- Hesselager Sogn (Landgemeinde Hesselager)
- Oure Sogn und Vejstrup Sogn  (Landgemeinde Oure-Vejstrup)